# Marlon Pereira Freire
Marlon Pereira Freire (* 26. března 1987 Rotterdam, Nizozemsko) je nizozemský fotbalový obránce s arubskými kořeny, který působí od roku 2013 v nizozemském klubu SC Cambuur (platné k prosinci 2015). Mimo Nizozemsko působil na klubové úrovni v Bulharsku.
Hraje převážně na postu pravého beka.

## Klubová kariéra
- Sparta AV (mládež)
- Steeds Hooger (mládež)
- Noorderkwartier (mládež)
- VUC Den Haag (mládež)
- Willem II Tilburg 2009–2012
- PFK Botev Plovdiv 2013
- SC Cambuur 2013–